# Bulbine muscicola
Bulbine muscicola är en grästrädsväxtart som beskrevs av Graham Williamson. Bulbine muscicola ingår i släktet bulbiner, och familjen grästrädsväxter. Inga underarter finns listade i Catalogue of Life.